# Sarcophaga decedens
Sarcophaga decedens är en tvåvingeart som först beskrevs av Walker 1858.  Sarcophaga decedens ingår i släktet Sarcophaga och familjen köttflugor.
Artens utbredningsområde är Colombia. Inga underarter finns listade i Catalogue of Life.